# Milà-Sanremo 1998
La Milà-Sanremo 1998 fou la 89a edició de la Milà-Sanremo. La cursa es disputà el 21 de març de 1998 i va ser guanyada per l'alemany Erik Zabel, que s'imposà a l'esprint en la meta de Sanremo. Aquesta fou la segona de les seves quatre victòries a la cursa italiana.
198 ciclistes hi van prendre part, acabant la cursa 172 d'ells.

## Classificació final
|    | Ciclista           | Equip                               | Temps      |
| -- | ------------------ | ----------------------------------- | ---------- |
| 1  | Erik Zabel         | Team Telekom                        | 7h 10' 14" |
| 2  | Emmanuel Magnien   | La Française des Jeux               | m. t.      |
| 3  | Frédéric Moncassin | Crédit Agricole                     | m. t.      |
| 4  | Stefano Zanini     | Mapei-Bricobi                       | m. t.      |
| 5  | Andrei Txmil       | Lotto-Mobistar                      | m. t.      |
| 6  | Filippo Casagrande | Scrigno-Gaerne                      | m. t.      |
| 7  | Peter Van Petegem  | Tvm-Farm Frites                     | m. t.      |
| 8  | Michele Bartoli    | Asics-C.g.a.                        | m. t.      |
| 9  | Roberto Petito     | Saeco-Estro-A.S. Juvenes San Marino | m. t.      |
| 10 | Alberto Elli       | Casino                              | m. t.      |